# Waldmünchen
Waldmünchen is een plaats in de Duitse deelstaat Beieren, gelegen in de Landkreis Cham. De stad telt 6.615 inwoners.

## Indeling van de gemeente
Waldmünchen bestaat officieel uit 62 stadsdelen (Gemeindeteile):
- De hoofdplaats, het stadje Waldmünchen
- De 3 parochiedorpen (Pfarrdörfer) Ast, Geigant en Herzogau
- De 28 dorpen zonder eigen kerkgebouw (meestal met minder dan 100 inwoners, Dörfer) Albernhof, Althütte, Eglsee, Grub, Haschaberg, Häuslarn, Hirschhöf, Hocha, Höll, Katzbach, Kritzenast, Kümmersmühle, Lengau, Lenkenhütte, Machtesberg, Moosdorf, Perlhütte, Posthof, Prosdorf, Rannersdorf, Schäferei, Sinzendorf, Spielberg, Ulrichsgrün, Untergrafenried, Unterhütte, Waffenschleife en Zillendorf
- De 15 gehuchten (Weiler) Alte Ziegelhütte, Arnstein, Beckenhöhle, Englmannsbrunn, Hammer, Heinzlgrün, Hochabrunn, Keilbügerl, Kühnried, Neue Ziegelhütte, Ochsenweid, Pucher, Roßhof (oberer), Roßhof (unterer) en Straßenhäusl
- De 15 Einöden[2] Almosmühle, Blumloh, Bonholz, Buchwalli, Eschlhof, Eschlmais, Gibacht, Gleßling, Hagbügerl, Haidhof, Kramhof, Lampachshof, Lodischhof, Ringberg en Zieglhütte

### Bijzonderheden over enkele van deze stadsdelen
Veel stadsdelen van Waldmünchen waren tot aan de gemeentelijke herindeling van 1 juli 1972 kleine, zelfstandige gemeenten.
- Ast is een dorpje met circa 220 inwoners, dat 4½ km ten westen van Waldmünchen zelf gelegen is. Door het dorpje stroomt de Schwarzach. Het is sinds 1409 een Maria-bedevaartoord. Volgens een legende zou een dikke tak (Ast[3]) van een omgehakte boom de vorm hebben van de beeltenis van de Heilige Maagd. Er staat dan ook  een aan haar gewijde bedevaartkerk. Het cultuurhistorisch belangrijke kerkorgel in dit godshuis werd door de regionaal beroemde orgelbouwer Andreas Weiß in 1771-1772 gemaakt.
- Geigant (600 à 700 inwoners) ligt 8 km ten zuiden van Waldmünchen en heeft een spoorwegstationnetje. In de middeleeuwen resideerde een adellijk geslacht Geygant hier in een kasteel, waarvan niets is overgebleven. Op de plaats van de vroegere slotkapel werd in 1969 de moderne Sint-Bartholomeüskerk gebouwd.
- Herzogau (150 à 200 inwoners) werd, evenals andere plaatsen in het oude Vorstendom Opper-Palts, in de 18e eeuw gedomineerd door het adellijke geslacht Voith von Voithenberg, dat succesvol investeerde in hamermolens voor de ijzerwinning en -verwerking. In de 19e eeuw stond in dit dorp de belangrijke glasfabriek Glashütte Herzogau. In 1974 werd in een voormalig toeristenhotel een politieschool gevestigd, die in 2002 werd heringericht voor de opleiding van politiehonden en hondengeleiders. Van 2010 tot 2013 kwam deze politieschool in opspraak vanwege ernstig grensoverschrijdend gedrag door politiefunctionarissen, waaronder seksueel misbruik en dierenmishandeling.[4]
- Perlhütte (ruim 300 inwoners) ligt ten noordoosten van Waldmünchen-stad en één kilometer ten oosten van de Perlsee. Het is een na de Tweede Wereldoorlog ontstaan woondorp.
- Spielberg is een dorpje met 100 inwoners en ligt 5 km ten noordwesten van het stadje. Er staat een aan St.-Wendelin gewijd kerkje. Dichtbij dit dorpje ligt een heuvel, die eveneens Spielberg heet.

## Geografie

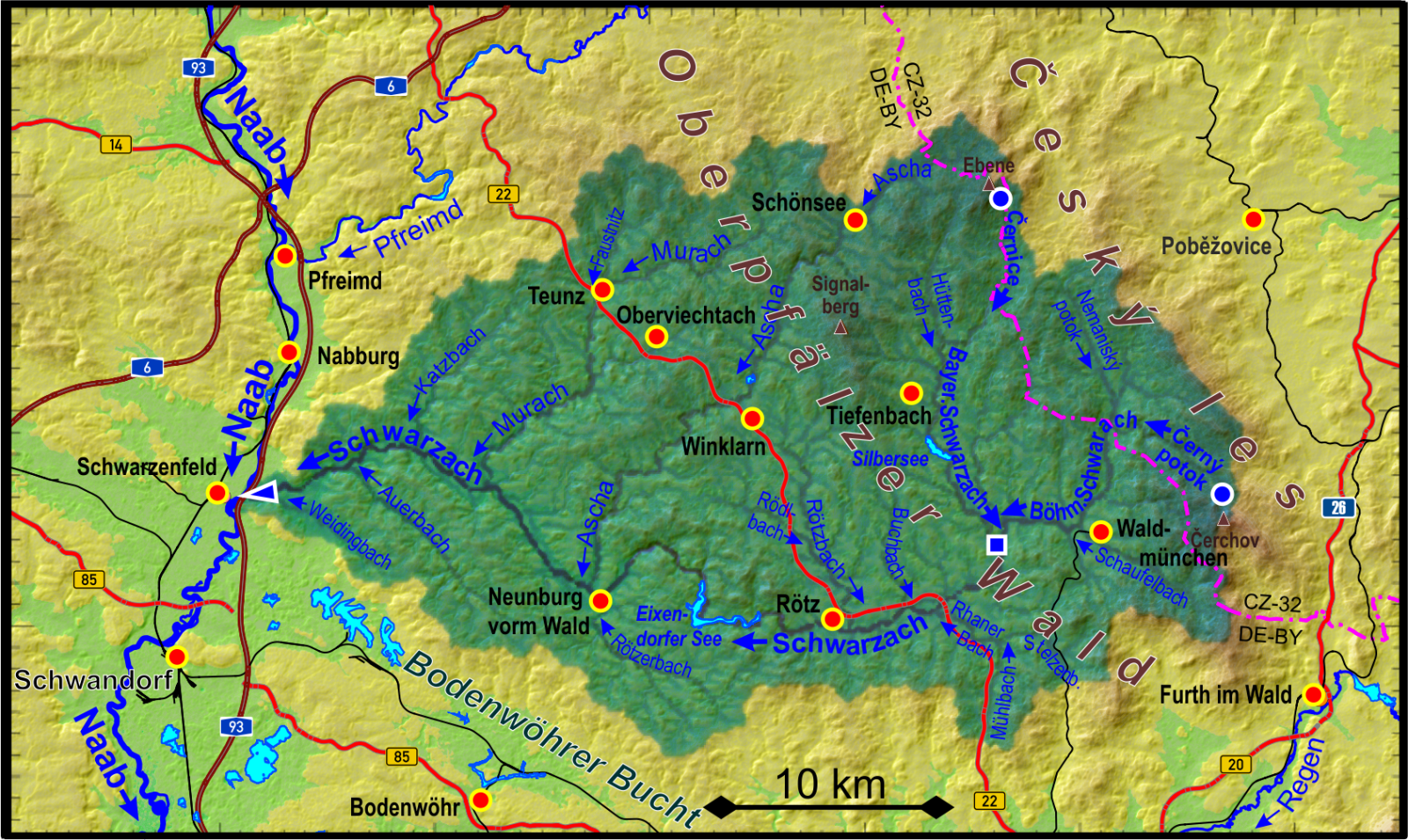
Stroomgebied van de Schwarzach; situering hoofdverkeerswegen

Waldmünchen heeft een oppervlakte van 101 km² en ligt in het zuiden van Duitsland, aan de zuidelijke rand van het middelgebergte Oberpfälzer Wald. Het wordt aan de noordoostkant begrensd door Tsjechië. Hemelsbreed ruim 5 km ten oosten van Waldmünchen, en bij goed weer vanuit het stadje zichtbaar, verheft zich, op Tsjechisch grondgebied, de 1042 meter hoge, met twee militaire communicatietorens bekroonde, berg Čerchov.
Door de gemeente stromen diverse beken. De belangrijkste daarvan is de 70 km lange Schwarzach (zwart water), een zijbeek van de ten westen van de stad stromende Naab.

### Nabij gelegen steden
- Furth im Wald, 15 km zuidoostwaarts
- Cham, 20 km zuidwaarts
- Regensburg, 75 km zuidwestwaarts

### Buurgemeentes
- In het noorden: Nemanice (Tsjechië)
- In het oosten: Česká Kubice (Tsjechië)
- In het zuidoosten: Furth im Wald
- In het zuiden: Gleißenberg en iets verderop: Weiding
- In het zuid-zuidwesten: Waffenbrunn
- In het westen: Schönthal
- In het noordwesten: Treffelstein.

## Infrastructuur

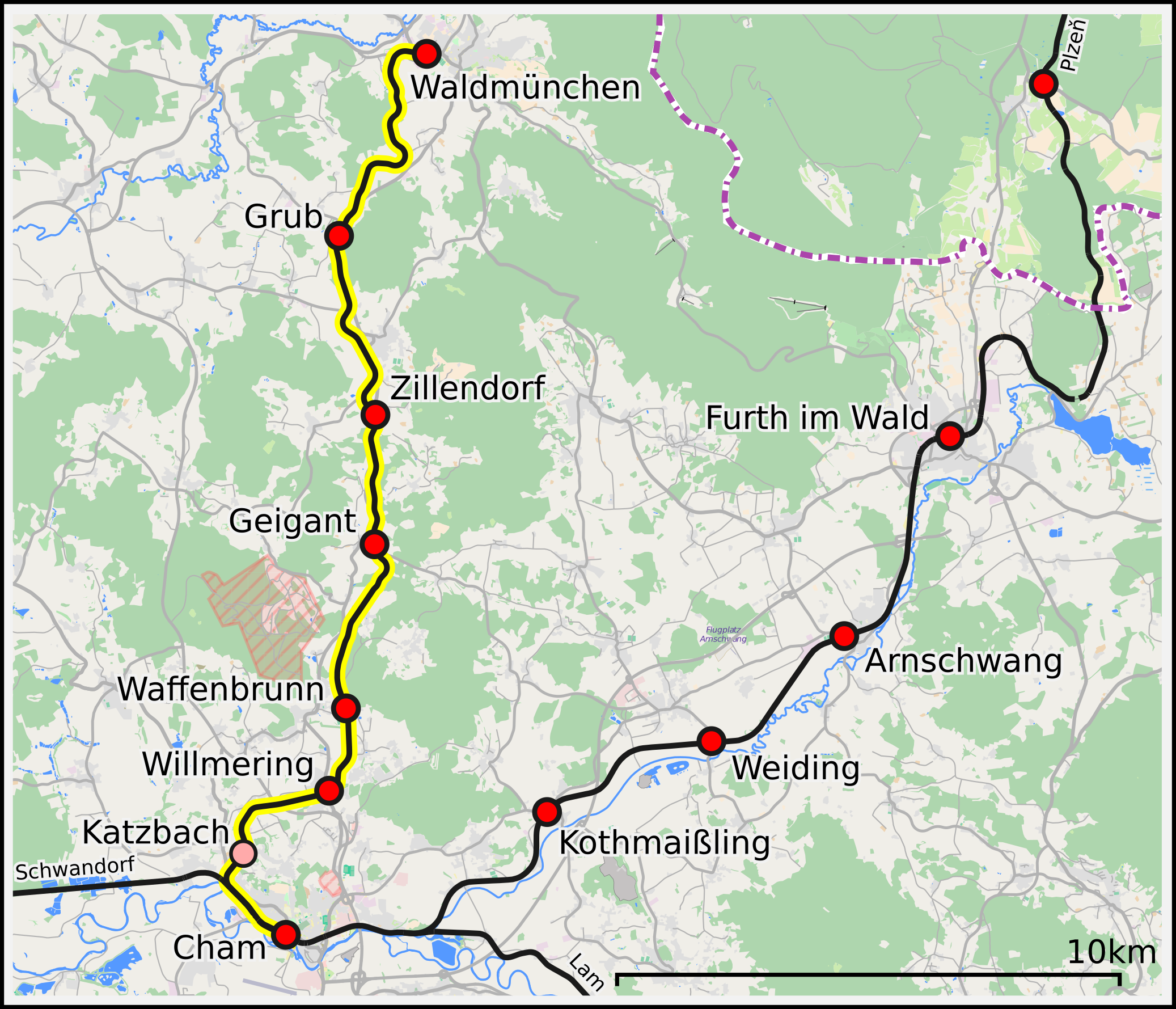
Verloop spoorlijn Cham-Waldmünchen
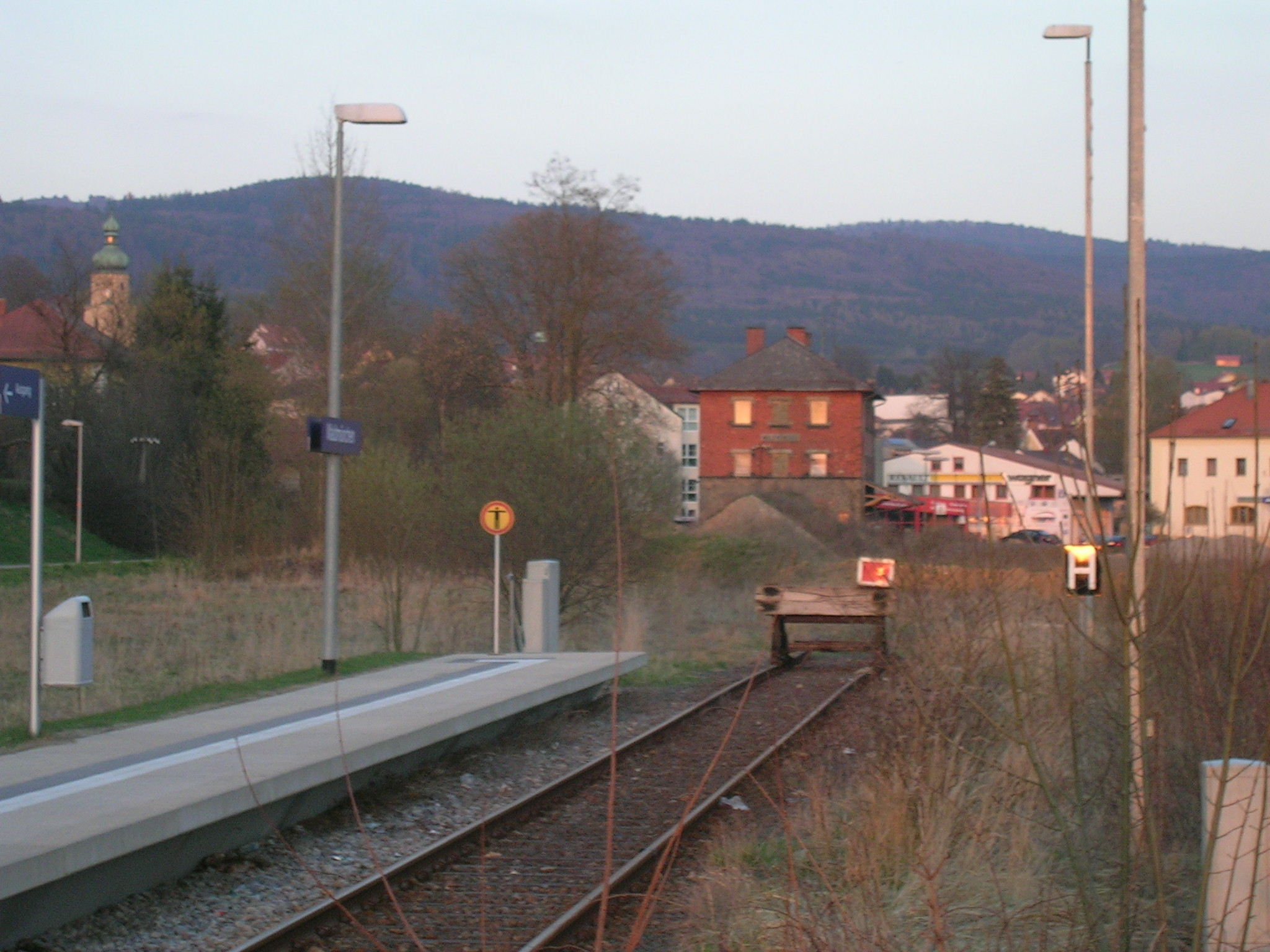
Eindhalte Waldmünchen van deze lijn
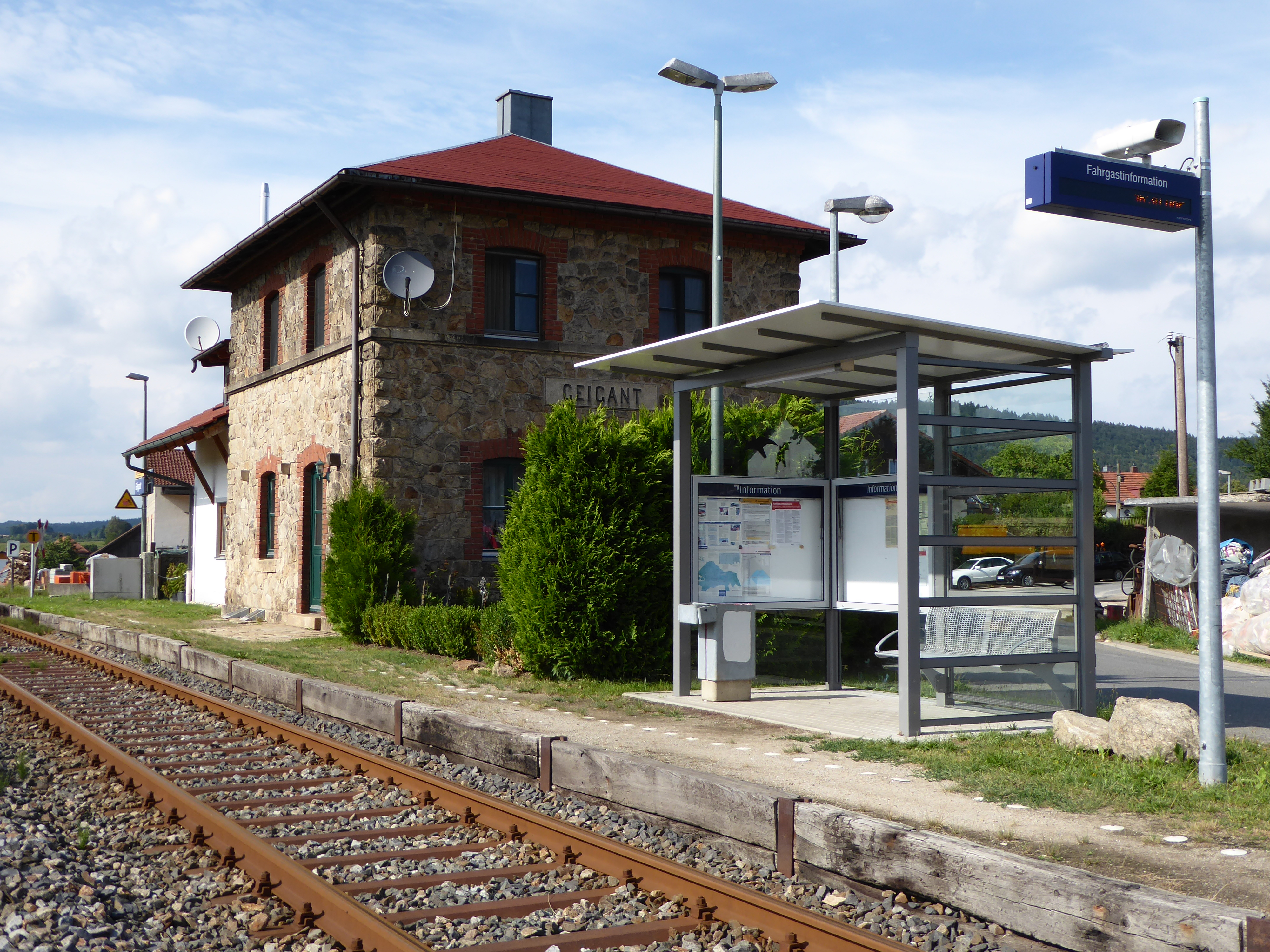
Station Geigant, 7,5 km ten zuiden van station Waldmünchen

Waldmünchen ligt niet nabij hoofdverkeersaders, maar de lokale wegen, die het met dorpen in de omgeving verbinden, zijn van goede kwaliteit. Enkele in- en uitvalswegen zijn in de periode 1990-2020 ten gerieve van de veiligheid van het autoverkeer extra verbreed. De dichtstbij lopende hoofdverkeersweg is de Bundesstraße 22, die 10 km ten zuidwesten van Waldmünchen langs loopt. Zie ook het kaartje van het stroomgebied van de beek Schwarzach hierboven.
Sinds 1990 kan men 5 km ten noorden van het stadje Waldmünchen op de grensovergang Höll-Lísková gemakkelijk van en naar Tsjechië fietsen of autorijden. 
Door de gemeente loopt de spoorlijn Cham - Waldmünchen.  Stations en haltes van deze lijn zijn er te Waldmünchen zelf (zie: Station Waldmünchen), Grub, Zillendorf en Geigant.

## Economie

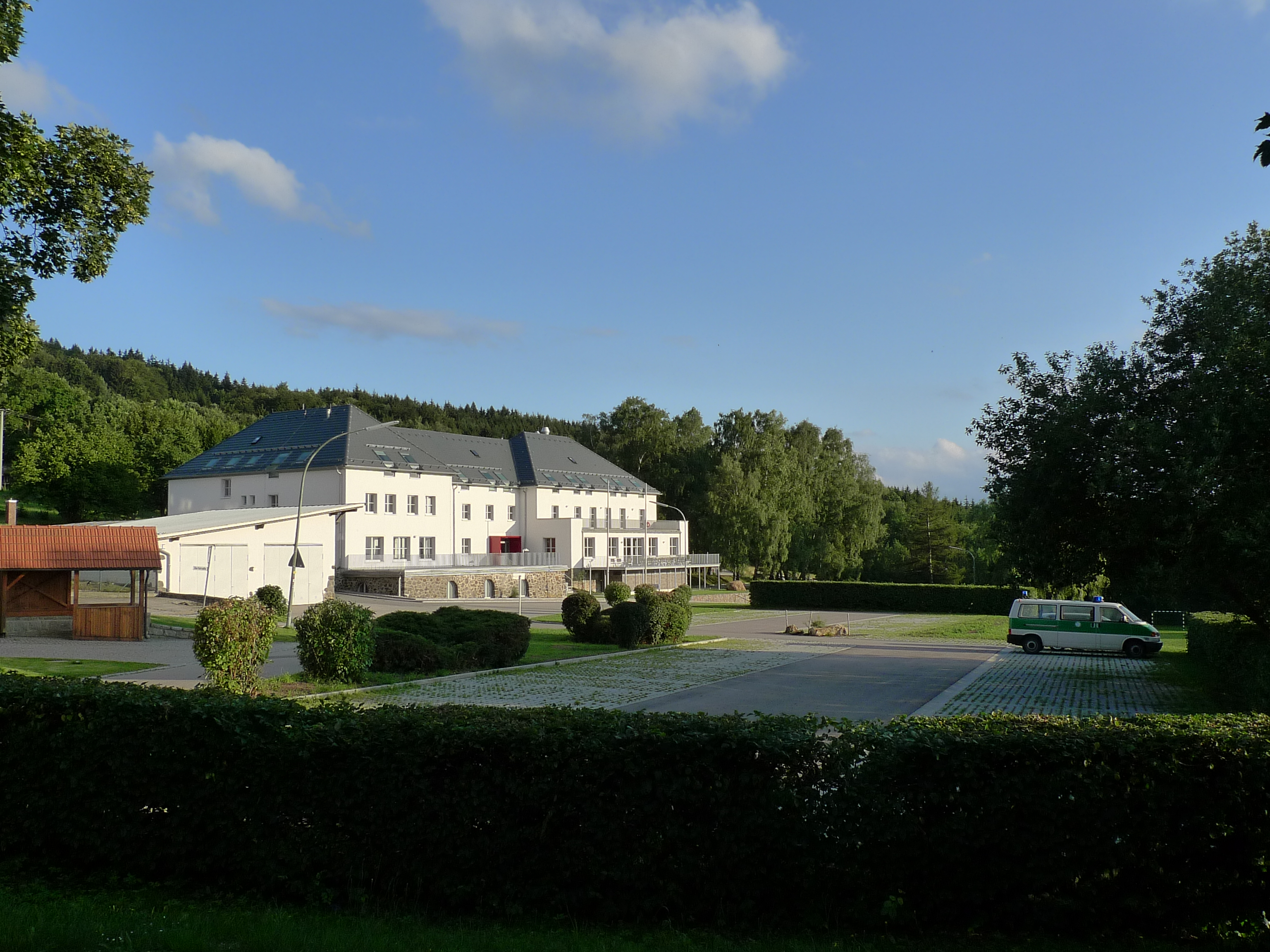
Politieschool voor hondengeleiders, Herzogau

De belangrijkste bron van inkomsten in de gemeente is het toerisme (wandelen, fietsen, in de winter langlaufen) in het omliggende berggebied. 
Een belangrijke werkgever in de gemeente is ook de politie. In stadsdeel Herzogau ligt bij de Tsjechische grens o.a. een politieschool voor hondengeleiders.
Industrie ontbreekt. De nijverheid is beperkt tot, de lokale behoefte dekkend, midden- en kleinbedrijf.

## Geschiedenis
In de 10e eeuw, volgens de gemeentelijke geschiedschrijving in 910, lieten, naar wordt vermoed, de markgraven van Cham bij een strategische bergpas op een route tussen Beieren en Bohemen een kasteel bouwen. In het bos hieromheen ontstond een dorp, waar de kerkelijke taken door de monniken uit het bos (Mönche aus dem Wald) werden verricht; dit zou de verklaring van de plaatsnaam zijn. In die tijd lag Waldmünchen aan de noordgrens van een - dus op de grens met Bohemen gelegen- Markgraafschap Camma (Cham), dat in 1204 door erfenis aan het Huis Wittelsbach kwam.
In 1250 verkreeg de plaats stadsrechten (herbevestigd in 1469).
In de eeuwen daarna was de grensstad Waldmünchen diverse malen toneel van oorlogsgeweld. Een slechte tijd was die van de Hussietenoorlogen. In 1425 en 1433 (Slag bij Hiltersried) werden de Hussieten verslagen. Na 1460 begon men rondom Waldmünchen ijzererts te winnen en in hamermolens verder te verwerken. Glasfabricage is vanaf 1543 bekend.
In 1556, toen de protestantse Otto Hendrik van de Palts landheer was, werd het gebied op grond van de Godsdienstvrede van Augsburg (cuius regio, eius religio) gedwongen, tot de evangelisch-lutherse leer over te gaan. Onder diens opvolgers werd Waldmünchen zelfs calvinistisch, waarna pas tijdens de Dertigjarige Oorlog een rekatholisering plaatsvond; tot op de huidige dag zijn verreweg de meeste christenen in de gemeente, en alle kerkgebouwen, rooms-katholiek.
In 1510 kwam Waldmünchen aan de Keur-Palts. Het kasteel in de stad werd residentie van stadhouders, met de titel Pfleger. Dezen bestuurden stad en ommeland namens de landheer. In 1615 nam het geslacht Thurn und Taxis de hier reeds een eeuw bestaande internationale postdienst over en verbeterde deze.
In de Dertigjarige Oorlog (1618-1648) had het stadje veel te lijden; in 1648 stonden in de ontvolkte plaats alleen nog verbrande ruïnes. In 1658 en in 1708 werd Waldmünchen door brand opnieuw verwoest. Tijdens de Spaanse Successieoorlog werd de stad door Oostenrijkse troepen bezet.
Tijdens de Oostenrijkse Successieoorlog heeft in 1742 de aan Oostenrijkse zijde strijdende krijgsheer Baron Franz von der Trenck het stadje Waldmünchen belegerd en ingenomen. Hij zou na een schatting te hebben ontvangen, ervan afgezien hebben, Waldmünchen te plunderen en in brand te steken. Sedert 1950 vindt in de stad een jaarlijkse evocatie van dit historische feit plaats in de vorm van het festival met toneeluitvoering  Trenck der Pandur vor Waldmünchen.
Nieuwe bezettingen van de grensplaats Waldmünchen volgden in 1778 door Oostenrijkse en in de periode 1796 - 1813 door o.a. de Franse troepen van Napoleon.
In de 19e eeuw leed de regio, die intussen in het Koninkrijk Beieren lag, onder grote armoede. Circa 1.300 stedelingen emigreerden naar Amerika. In de periode 1871- 1933 volgde geleidelijke modernisering van de infrastructuur en van de (bescheiden) industrie. Aan het eind van de Tweede Wereldoorlog, op 26 april 1945, werd Waldmünchen na zware gevechten met in de stad gelegerde SS-troepen door Amerikaanse troepen veroverd. Bijna een derde van de stad werd bij deze gevechten verwoest.
In 1946 werden talrijke Duitsers uit het Sudetenland uit Tsjechië verdreven en in Waldmünchen gehuisvest. Van 1945 tot 1990 lag de gemeente tegen het IJzeren Gordijn aan, wat de economie nadelig heeft beïnvloed. Rond 1966 sloten de laatste glas- en textielfabrieken van het stadje.

## Bezienswaardigheden, evenementen

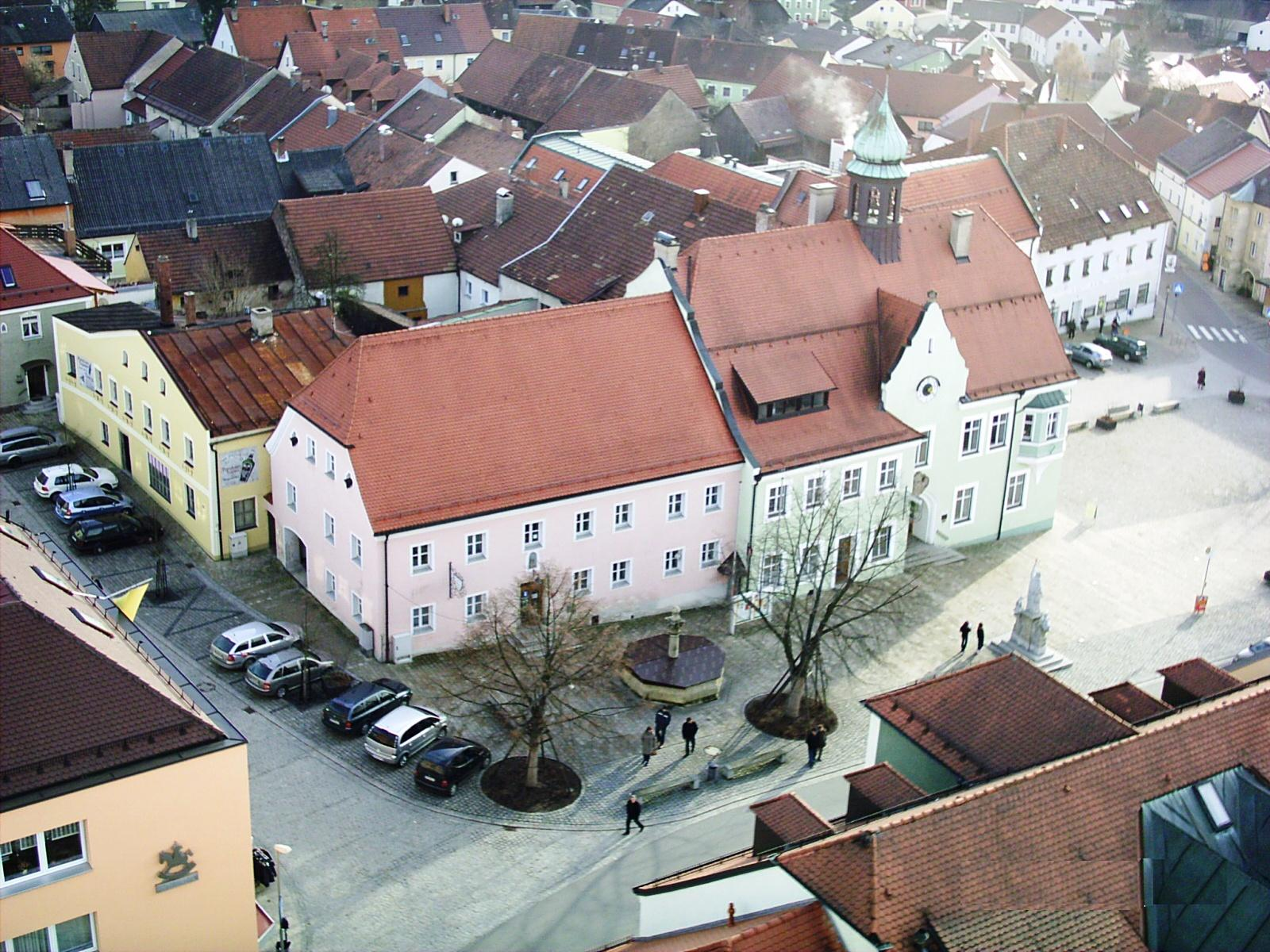
Marktplein (Marktplatz) met voor Waldmünchen kenmerkende, 18e- en 19e-eeuwse bebouwing
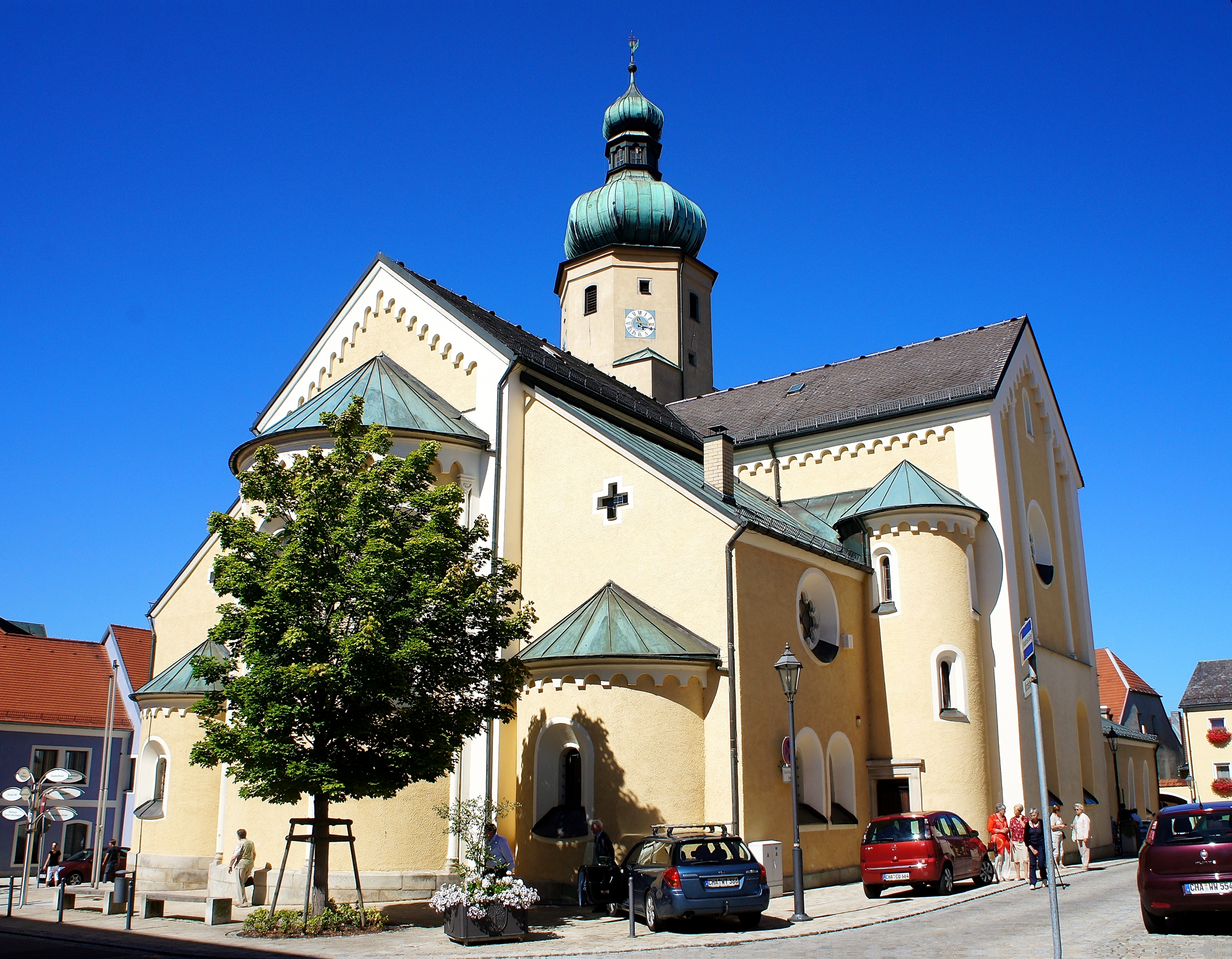
Sint-Stefanuskerk
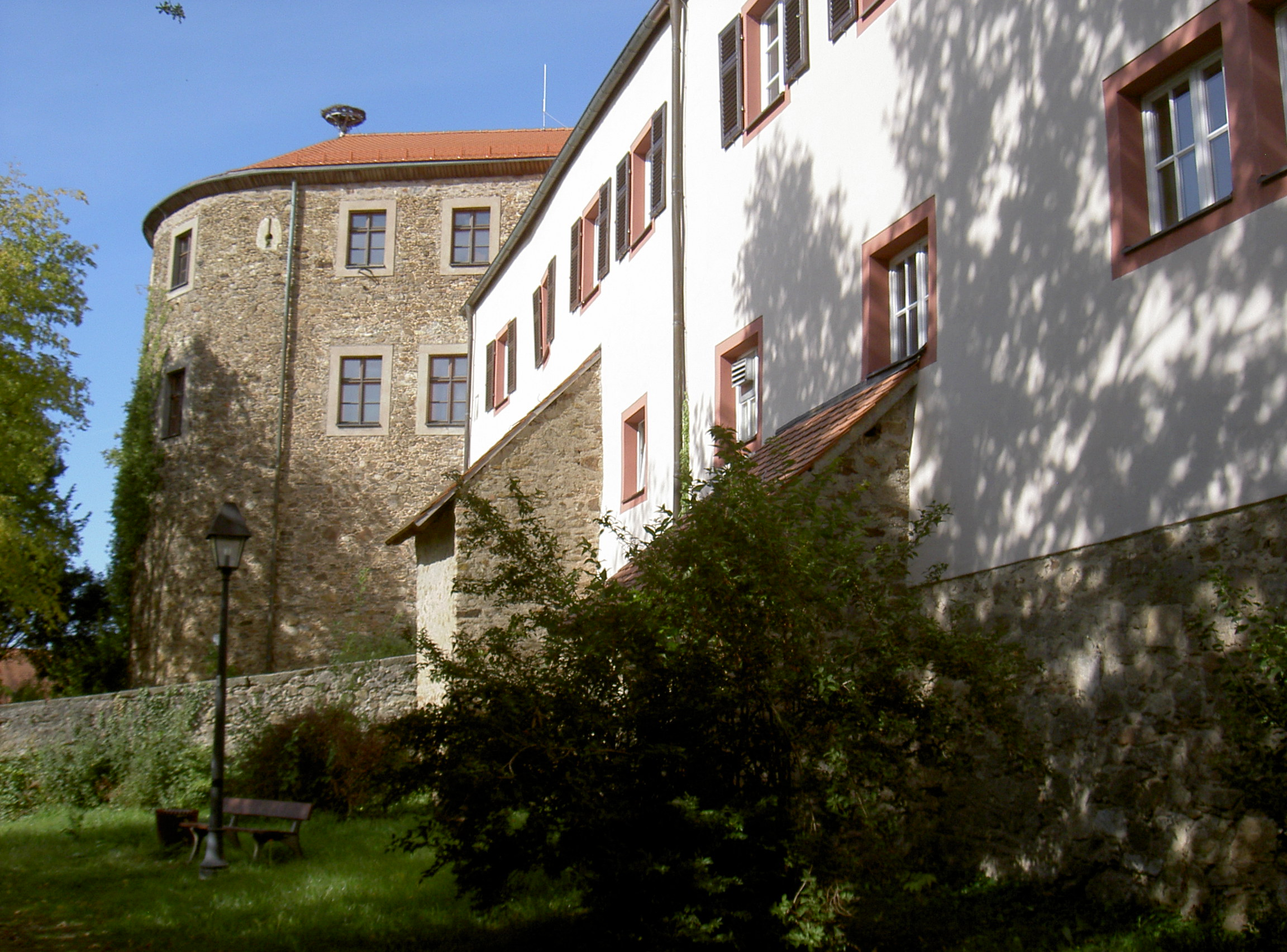
Kasteel Waldmünchen
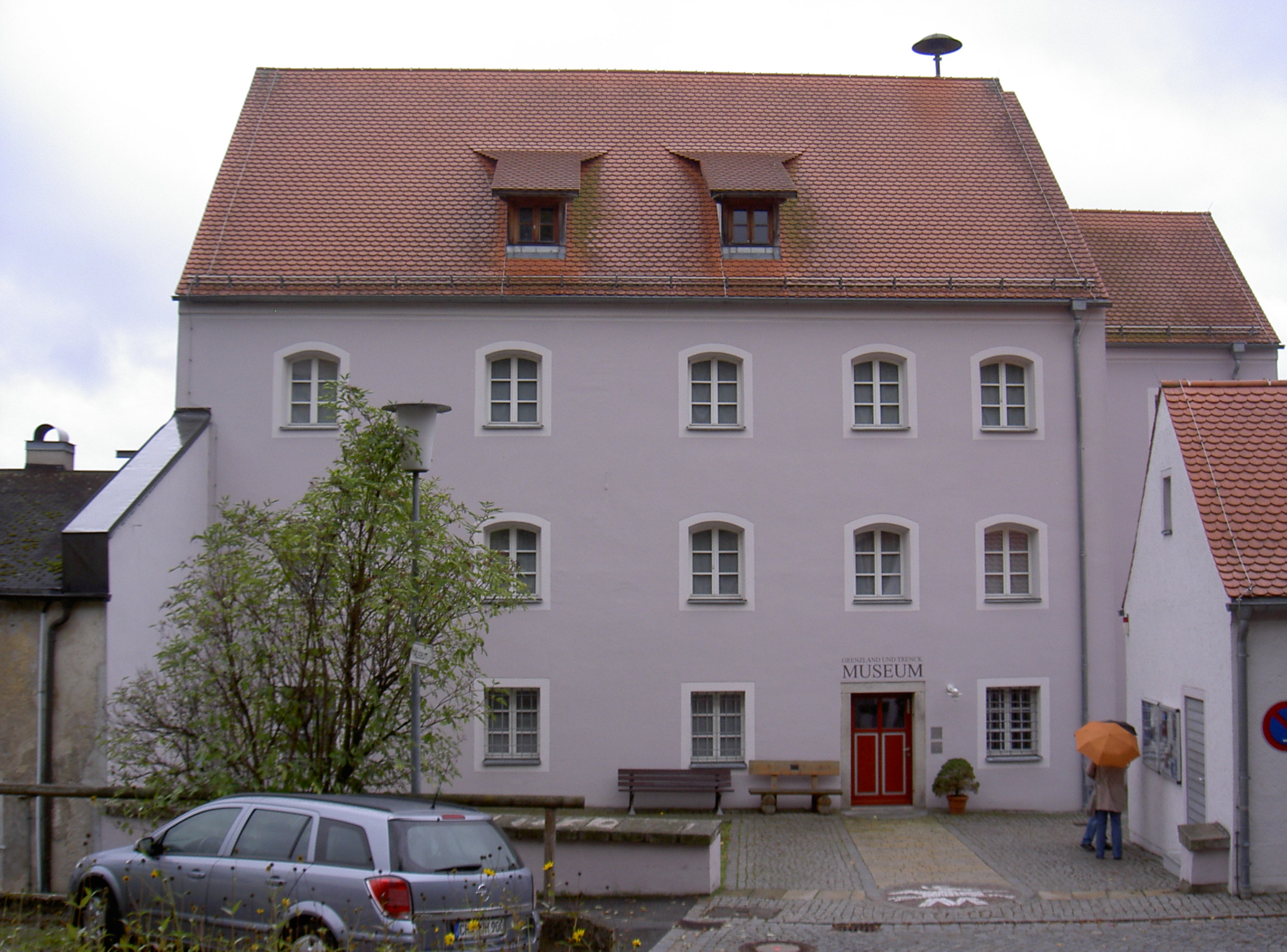
Bijgebouw van dit kasteel (museum)
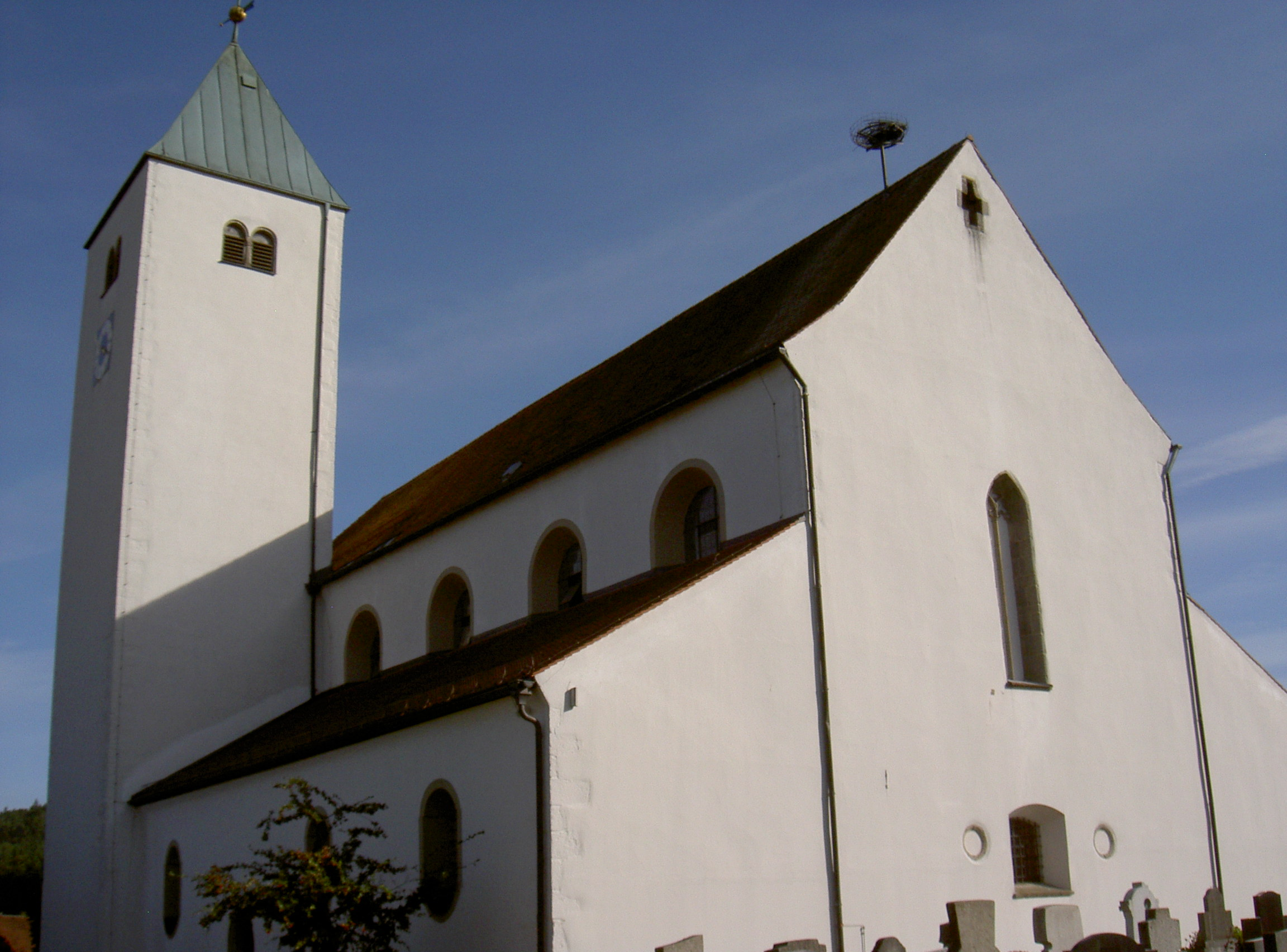
O.L. Vrouwekerk te Ast
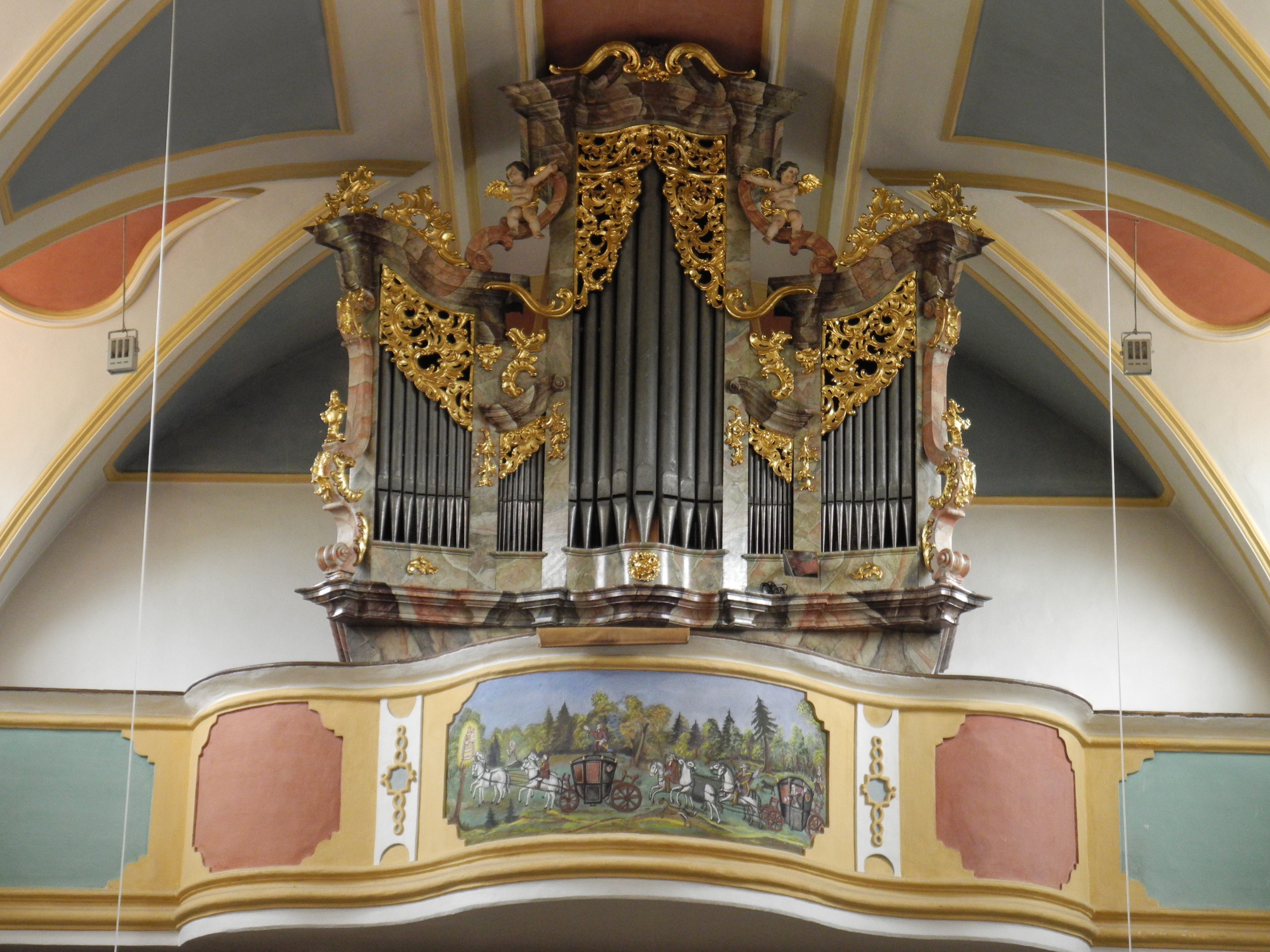
Orgel in dit kerkje
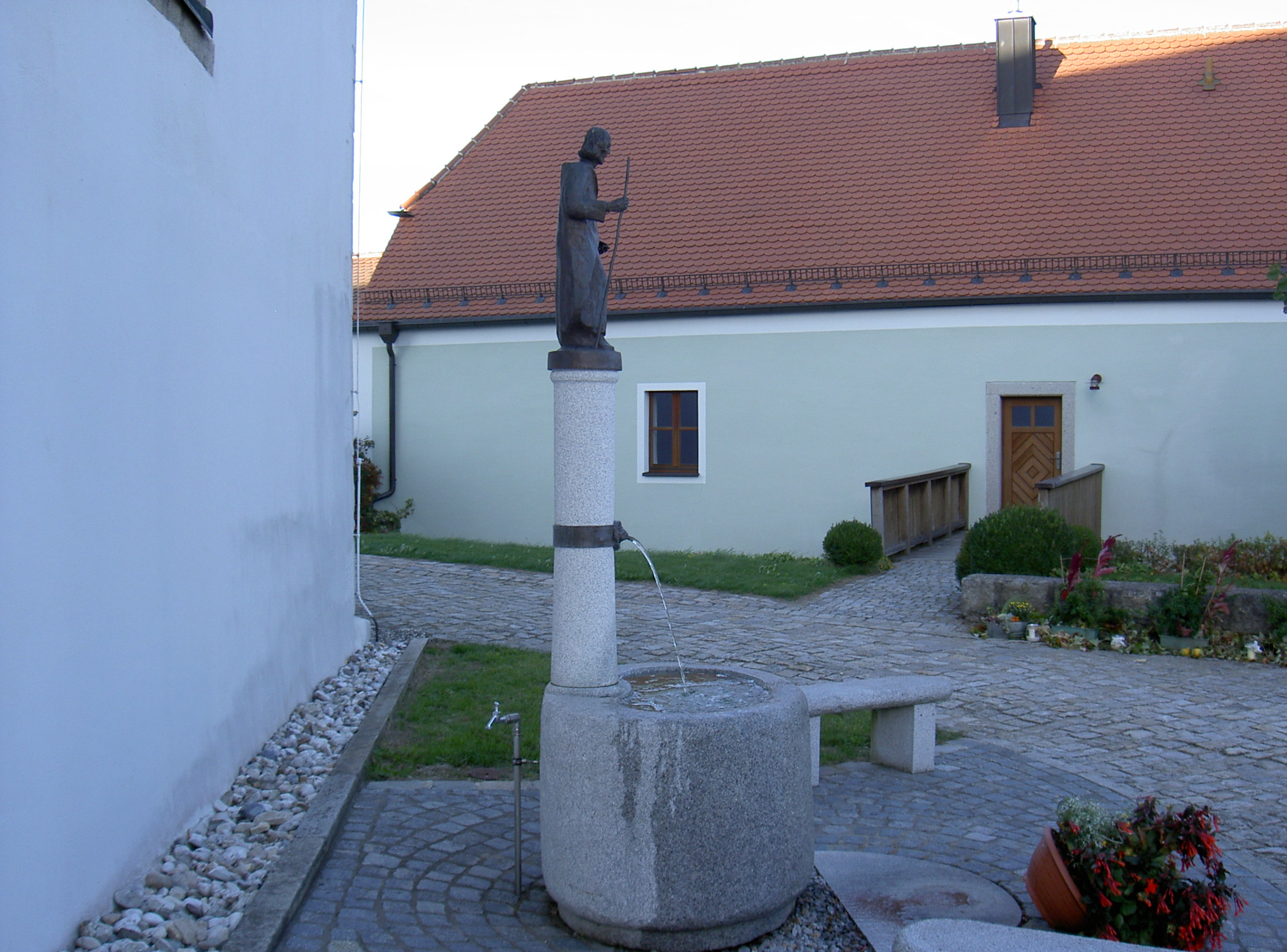
Pelgrimsbron bij dit kerkje
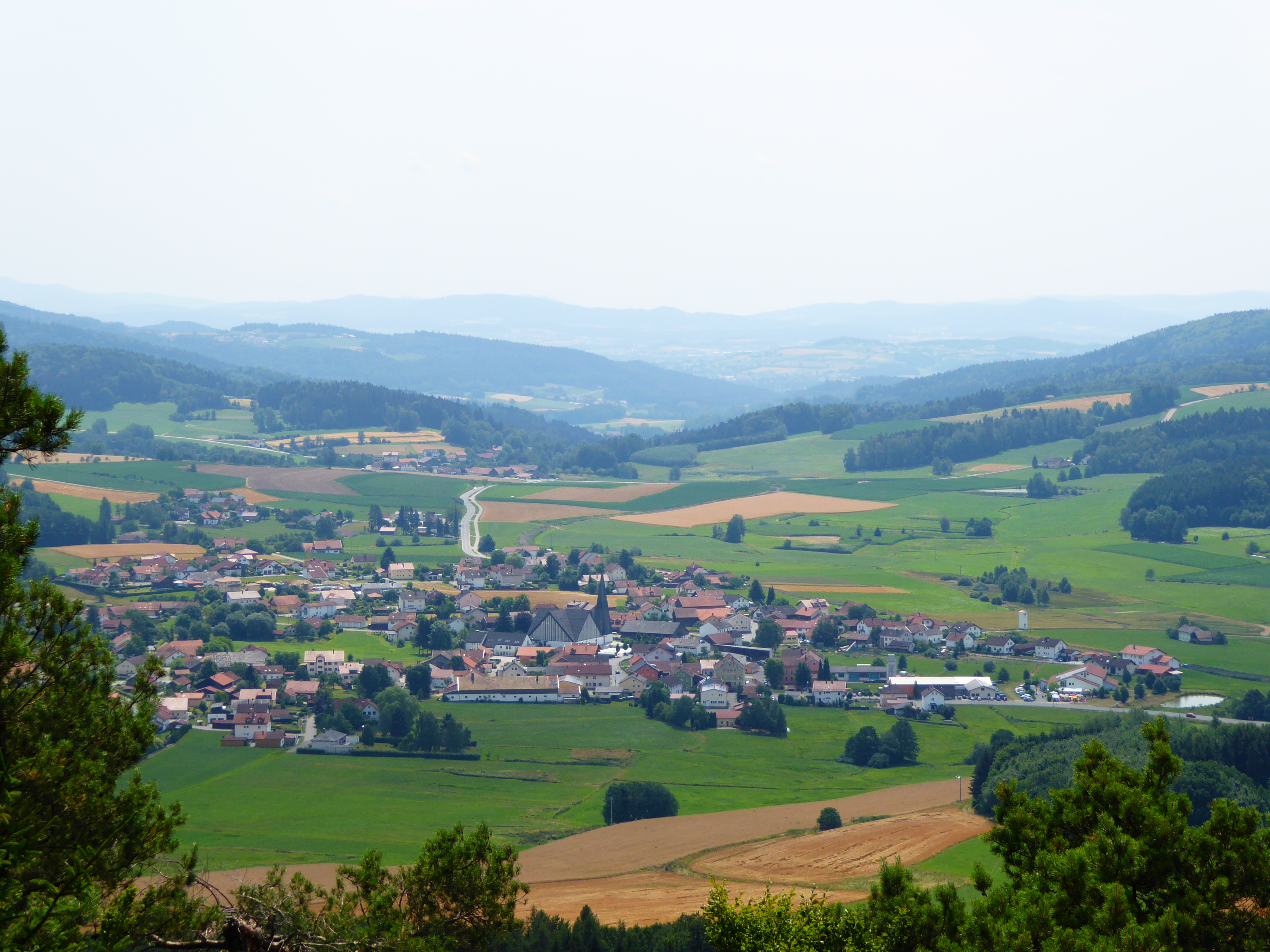
Gezicht op het dorp Geigant
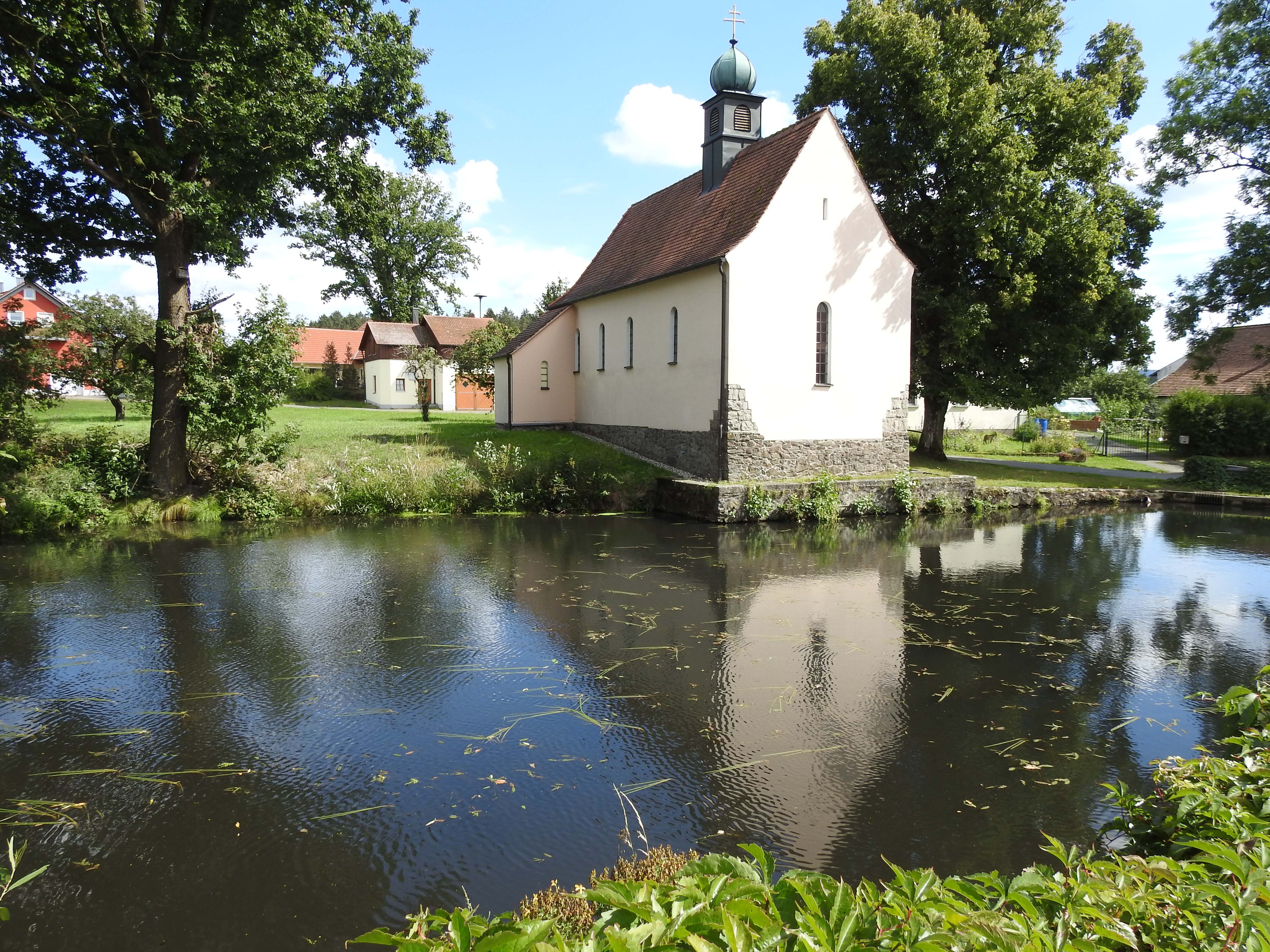
Het St.-Wendelinkerkje te Spielberg
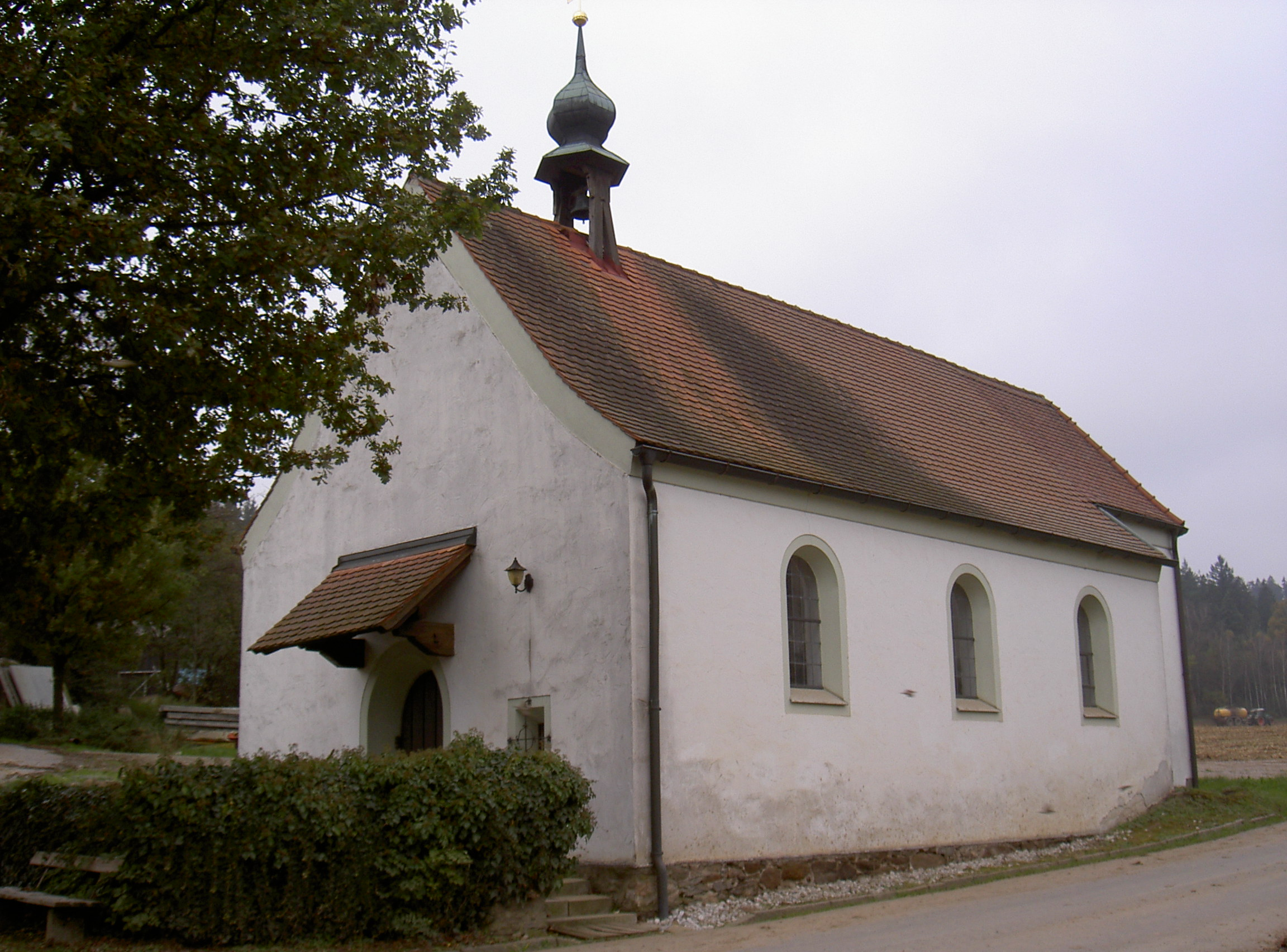
Kapel (1893) te Hammer
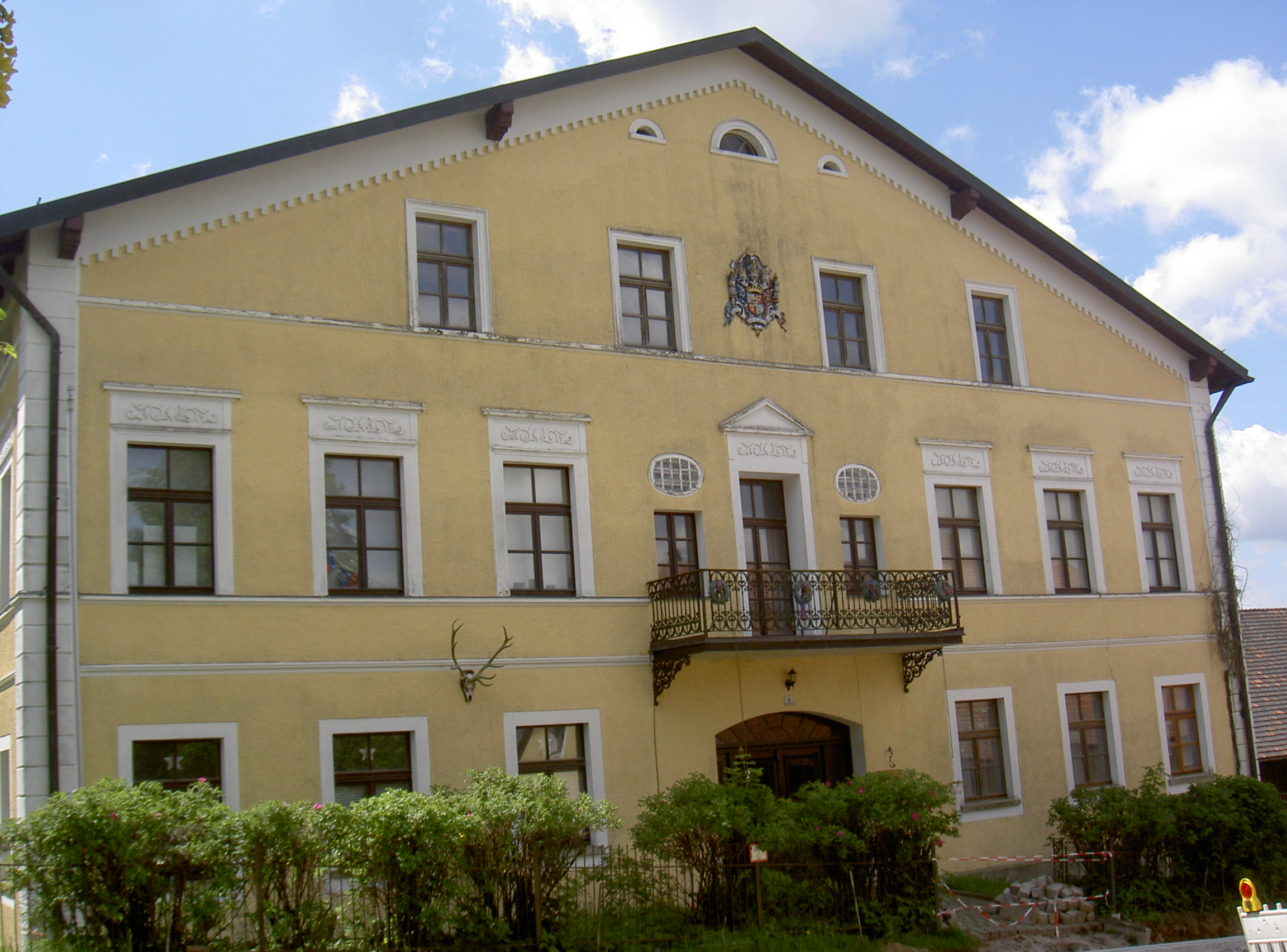
Gebouw Neues Schloss, Herzogau
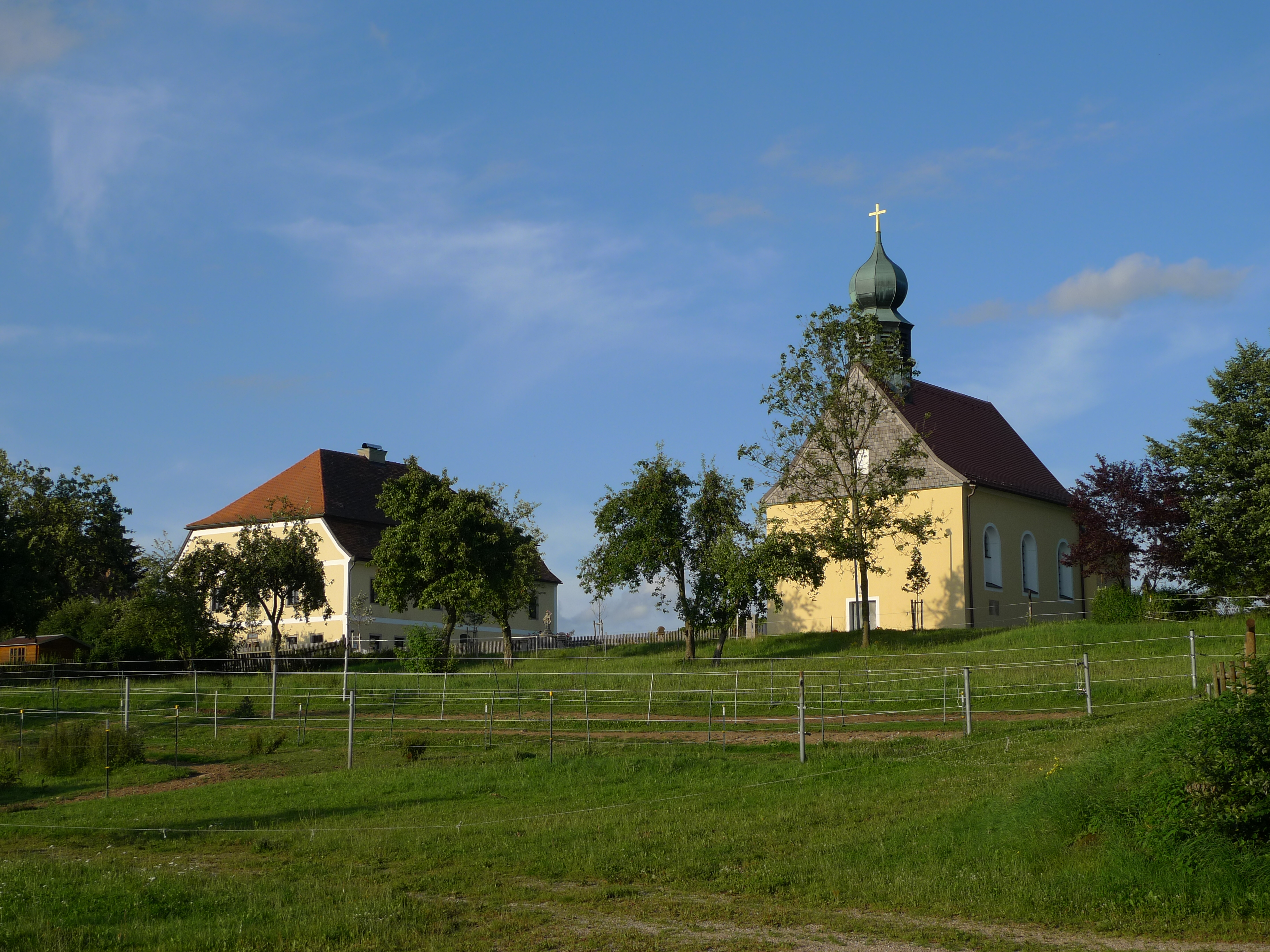
Kerk St. Anna en St. Sebastiaan, Herzogau
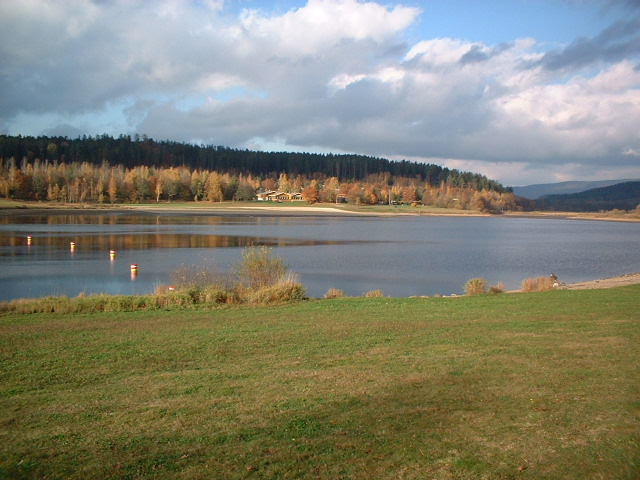
De Perlsee (2004)
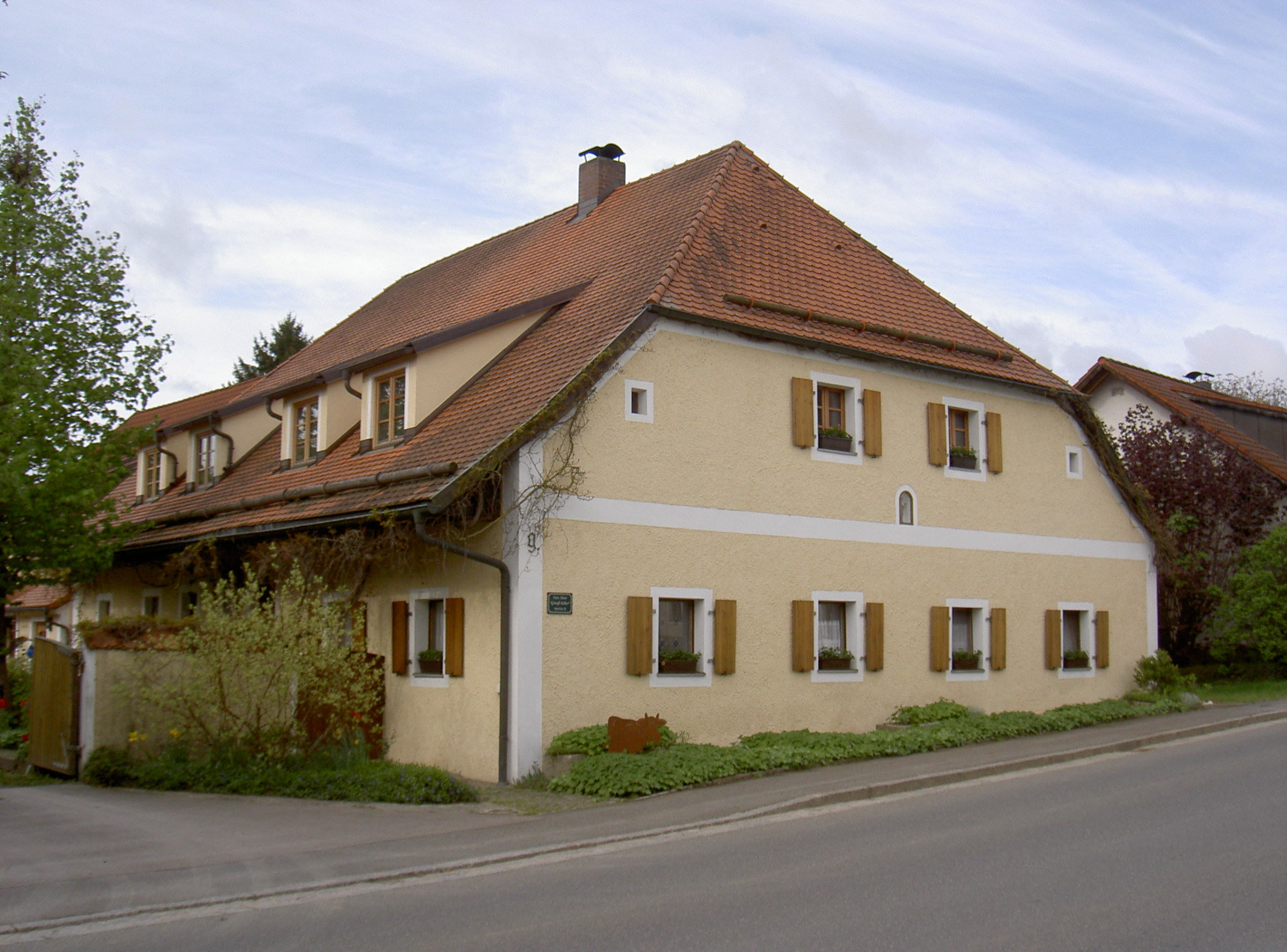
Voor de streek karakteristieke grote boerderij te Hocha
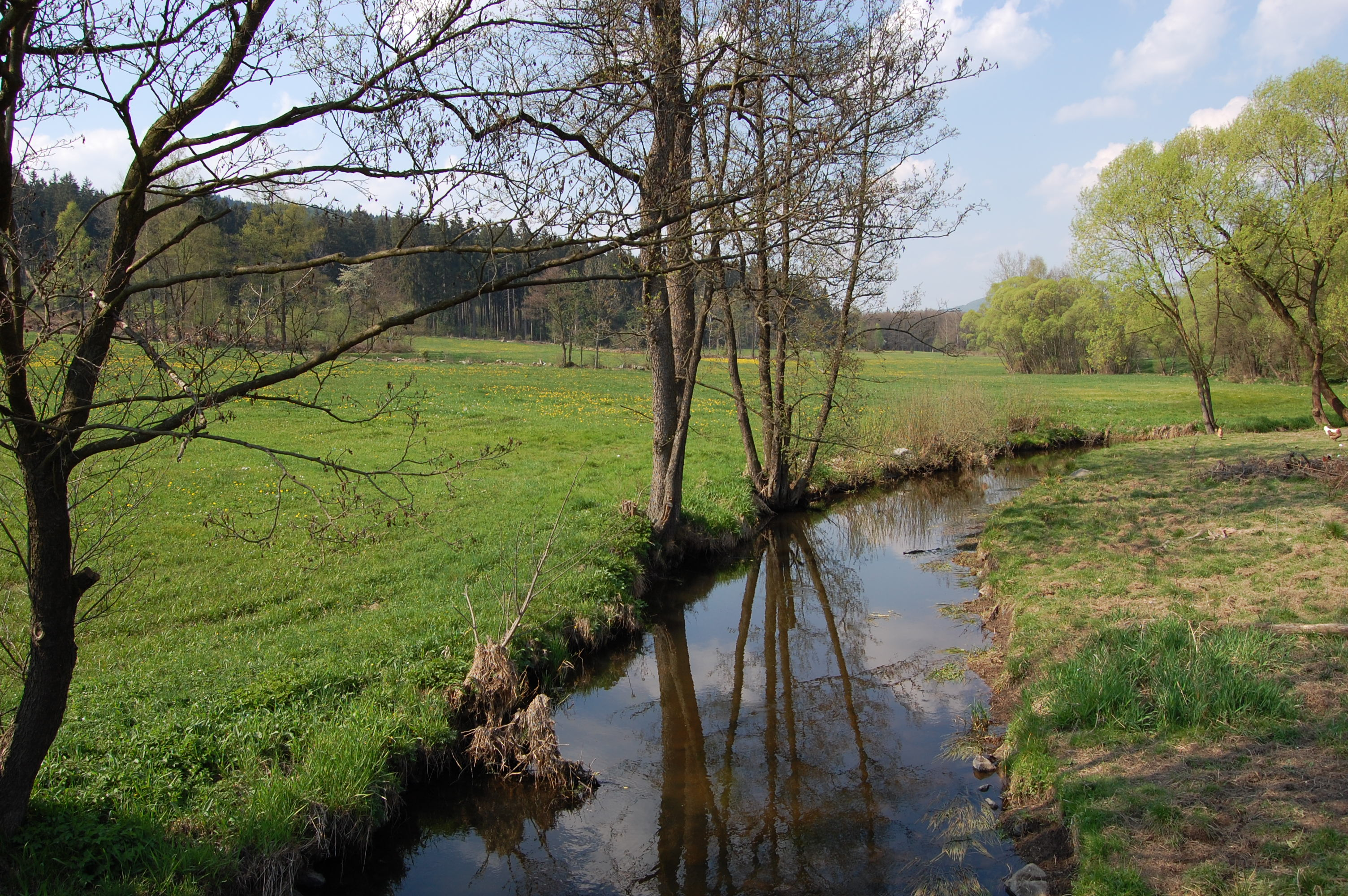
Aan de Böhmische Schwarzbach bij Höll
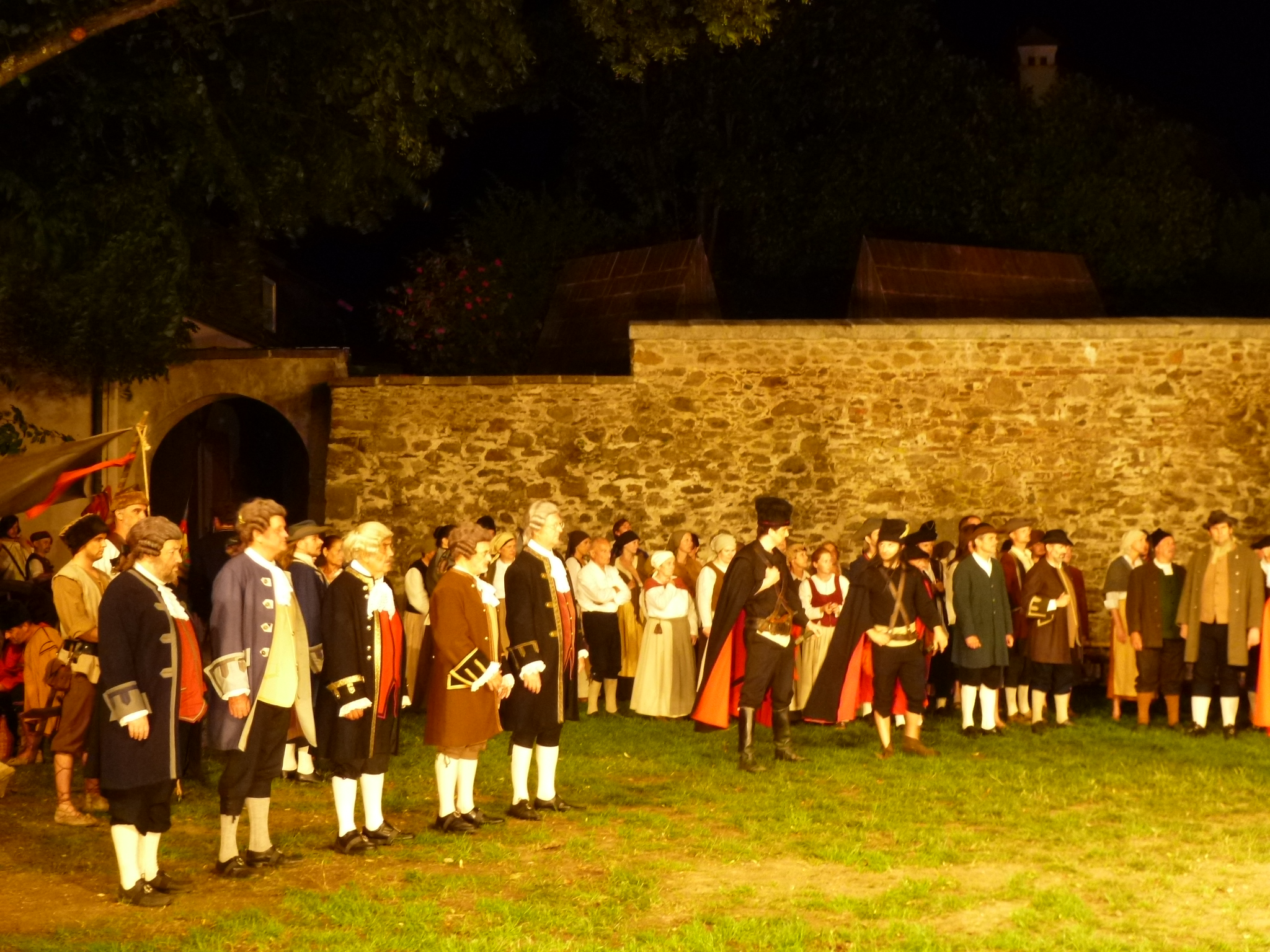
Historisch festival Trenck der Pandur vor Waldmünchen (2014)

- In het centrum van de stad staat de  grotendeels 18e-eeuwse, rooms-katholieke Sint-Stefanuskerk. Ook de dorpskerken van Ast, Herzogau en Spielberg zijn architectonisch of cultuurhistorisch interessant.
- In het Schergenhaus, een bijgebouw van het deels nog 15e-eeuwse Schloss Waldmünchen, is een regionaal museum gevestigd. Dit Grenzland- und Trenckmuseum behandelt o.a. het leven aan de Duits-Tsjechische grens ten tijde van de Koude Oorlog, en de markante, 18e-eeuwse krijgsheer Baron Franz von der Trenck.
- Jaarlijks historisch festival met toneeluitvoering Trenck der Pandur vor Waldmünchen of Trenckfestspiele, in juli en/of augustus
- Het 21 hectare grote stuwmeer Perlsee, enkele kilometers ten noorden van Waldmünchen, is voorzien van uitgebreide faciliteiten voor watersport- en strandrecreatie.  Hengelaars, die over een Duitse visakte beschikken, mogen er vissen. Er zijn o.a. snoeken, karpers en forellen uitgezet.
- In het gebouw Neues Schloss te Herzogau is een klein museum gewijd aan het geslacht Voith von Voithenberg, dat hier resideerde.
- In de omringende heuvels en bergen is het, ook aan de Tsjechische kant van de grens, goed wandelen. De mogelijkheden voor recreatieve wandeltochten zijn sedert 1990 geleidelijk uitgebreid. Op de ten zuidoosten van Herzogau gelegen Klammerfels (847,1 m boven de zeespiegel) en de ten zuidwesten van Sinzendorf gelegen Bleschenberg (596 m) staan houten uitzichttorens.

## Sport
De afkorting ICT staat in en om Waldmünchen niet voor computertechnologie, maar voor de ook als EV13 IJzerengordijnpad aangeduide internationale langeafstands-fietsroute. Deze route loopt globaal langs het voormalige IJzeren Gordijn, meestal juist ten oosten van die denkbeeldige grenslijn. Enkele delen van de route zijn, vanwege lastige beklimmingen en afdalingen, zo zwaar, dat ze populair zijn als trainingsparcours voor de betere wielrenners en mountainbikers. Een deel van deze bijna 10.000 km lange route, die oorspronkelijk liep van de Barentszzee naar de Zwarte Zee, werd na de Russische invasie in Oekraïne van 2022 opgeheven.
Het dorpje Herzogau en het gehucht Zieglhütte zijn knooppunten van diverse fiets- en mountainbikeroutes van uiteenlopende moeilijkheidsgraad.

## Partnergemeenten
Waldmünchen onderhoudt jumelages met:
- Marktoberdorf, sedert 1983
- Klenčí pod Čerchovem in Tsjechië (oude Duitse naam: Klentsch), sedert 1990, in 2003 uitgebreid
- Combourg in Frankrijk, sedert 1993
- Elz in Hessen, sedert 2006.

## Bekende personen

### Geboren in Waldmünchen
- Alois Bierl (* 8 september 1943), voormalig West-Duits roeier (olympisch goud in de vier-met-stuurman in 1972)
- Andreas Grassl (* 25 oktober 1984), bekend geworden als de piano man

### Overigen
- Eddi Arent (1925-2013), Duits acteur en komiek, bracht een deel van zijn levensavond (tot 2011) door te Waldmünchen
- Bernhard Setzwein, (* 29 april 1960 in München), succesvol schrijver van doorgaans in Midden-Europa spelende romans en vooral toneelstukken, woonde 25 jaar lang te Waldmünchen; schreef in 2000 een opzienbarend boek Nicht kalt genug over Friedrich Nietzsche; enige van zijn werken zijn vertaald in het Frans, Roemeens en Tsjechisch